# Svemirski dnevnik
Svemirski dnevnik je naziv devete po redu knjige književnika Perice Jokića. Knjiga je objavljena u izdanju Udruženja balkanskih satiričara Srbije „Jež“, Beograd, 2015. godine.

## Organizacija knjige
Svemirski dnevnik je roman. Sastoji se od 35 poglavlja i dramskog teksta umetnutog između nih. S obzirom na to da su poglavlja nezavisna, kao i dramski tekst, knjiga se može čitati na više načina. Klasičnim čitanjem, pak, jasno se uočavaju karakteristike romana kao književne vrste. Na naslovnoj strani je umetnička slika Perice Jokića koja je u direktnoj vezi sa sadržajem romana, a naziv slike je Heliocentrični sistem.

## Fabula
- Spoljašnji plan

Svemirski dnevnik je naziv Petrovog bloga namenjenog za skladištenje priča u kojima on na duhovit način opisuje doživljaje kroz koje se provlači paleta ženskih likova. A onda krenu komentari. U početku izgleda kao da neko hoće s njim da se našali, međutim, to ubrzo prelazi u misteriju koju Petar pošto-poto želi da reši. Mora da se neko poznat krije iza pseudonima Venera...
- Unutrašnji plan

Nakon saobraćajnog udesa, Petar je na putu ka operacionoj sali. Iako u nesvesti, on u glavi jasno vrti slike koje se ređaju hronološki tako precizno kao da je sa životom krenuo ispočetka. Saznavši da njegova operacija nije uspela, Petar kreće u potragu za osobom kojoj je doniran njegov mozak.

## Naučno-fantastični dnevnik
S obzirom na zahteve koji se tiču istinitosti teksta (dnevnik insistira na tačnosti i pouzdanosti informacije i visok nivo verodostojnosti, za razliku od naučno-fantastičnog žanra koji nikakvu mimetičnost ne postulira), daju Jokićevom romanu, već u startu, jedan paradoksalan status koji odmah jamči zanimljivost narativnog štiva. Jokić se ne zadržava na ispunjavanju kompozicionih zahteva nego motiv smrti koristi da pišući o njemu uobliči i humorističan ton kojeg će se dosledno držati u celom romanu. Smrt je još konceptualizovana kao novi prostor u kojem se život počinje odmotavati od početka. Ovde je reč o doslovnom shvatanju i hiperbolizovanju uverenja da se u trenutku smrti čoveku odmotava čitav život pred očima. Doslovno razumevanje i realizacija figure do hiperboličnih razmera stvorili su uslov za fantastično pripovedanje koje će uslediti.

## Jedna intimna istorija
Svemirski dnevnik je roman koji više drži do intimne, nego do svetske istorije, na šta posebno ukazuje doživljaj dvanaestogodišnjih dečaka sa jednom od tri učiteljice: A šta je toga dana čekalo Holandiju i Nemačku u finalu svetskog prvenstva na Olimpijskom stadionu u Minhenu, više nam nije bilo važno. Teško je izbeći utisku da istorijski događaji na koje se upućuje u ovom romanu imaju sporednu funkciju objašnjavanja događaja iz pripovedačevog života: A bilo nas je više (dečaka) nego punopravnih članica na Petoj konferenciji nesvrstanih u Kolombu.

## Slojevitost romana
Paralelno sa predočavanjem intimne istorije junaka u kojoj se opisuju doživljaji sa velikim brojem žena, odvija se priča na još jednom nivou koji se može nazvati dramskim. Na tom planu, događa se dijalog između Jupitera i Venere o ekranizaciji Svemirskog dnevnika u Holivudu. Zanimljiv je i sloj koji se bavi postepenim razotkrivanjem identiteta Jupitera i Venere. Tokom čitanja se utvrđuje da je Venera, čitateljka bloga, zapravo jedna od junakinja o kojoj se govori u priči uokvirenoj komentarima dvaju instanci. Još je nešto zanimljivo u pogledu kompozicije Svemirskog dnevnika: poglavlja romana zbog, po pravilu, usredsređenosti na po jedan ženski lik, moguće je čitati i kao samostalne celine. Te celine počivaju na ljubavnim anegdotama kojima je veštim humornim pripovedanjem dat osoben humorno-lirski ton. Pojedinačno čitane, ove epizode otkrivaju odnose sa pojedinim ženskim likovima, dok u celini posmatrane dopuštaju mogućnost da se prati razvoj junaka koji je ujedno i pripovedač. Takođe, i dve celine koje predstavljaju unutrašnji i spoljašnji nivo ovog romana moguće je čitati odvojeno. Na unutrašnjem planu to je priča o čoveku koji nakon transplantacije nastoji da ponovo uspostavi vlastiti identitet, a na spoljašnjem planu pratimo dramu u kojoj jedno lice traži pisca scenarija za holivudski film.

## Lirsko pripovedanje
Nova knjiga Perice Jokića obiluje humorom i lirskim pripovedanjem, ujedinjenim u lirski humor, s kakvim smo se sreli u Autobiografiji Branislava Nušića. Perica Jokić je, bez ikakve sumnje, jedan od boljih nastavljača te tradicije, a njegov Svemirski dnevnik je knjiga na koju će, sasvim je izvesno, u budućem periodu morati ozbiljno da računa fantastična književnost koja nastaje na južnoslovenskim prostorima.

## Izvodi iz recenzije
Roman Perice Jokića svojim naslovom aktivira kodove dva žanra, naučno- fantastičnog i dnevničkog. Već i letimičnim pogledom na organizaciju teksta, može se primetiti da ovde nije reč o dnevniku u tradicionalnom smislu reči, sa preciznim navođenjem datuma kada dnevnički zapisi nastaju, već Jokićev Svemirski dnevnik, ako primetimo komentare, koji se, kao formalni eksperiment, javljaju na kraju svakog poglavlja dnevnika, pre možemo označiti kao svemirski blog. Ipak, iako direktno navođenje datuma za koje se pojedinačne epizode vezuju, izostaje, vreme događanja sugerisano je diskretno, upućivanjem na pojedine istorijske događaje... Sveobuhvatan pogled Jokićevom pripovedaču omogućuje perspektiva smrti u kojoj se narativna instanca situira već u prvom poglavlju. Smrt je mesto sa kojeg se posmatra svet. Čitaocu nije dopušteno da se dvoumi – naslovom prvog poglavlja naglašeno je: Sigurno sam mrtav. Motiv smrti je ovde da posluži kao kompoziciona motivacija i da pripovedaču omogući širinu narativnog zahvata i pogleda na stvarnost... Pripovedanje glavnog junaka je nekad vođeno željom za dopadanjem, a nekad ljubavlju, pri čemu se ima utisak da ljubav ukida želju za dopadanjem i narcističko razmetanje glavnog junaka koji je ujedno i pripovedač. Pripovedač se, tako, kreće od samoposmatranja do posmatranja žena oko njega. Takođe, predstavlja nam se i svojim reakcijama na ponašanje žena. (Bojan Rajević)

## Latinično izdanje
Knjiga Svemirski dnevnik ima i svoje latinično izdanje. 

## Preporuke
- NADAŽDA, REVOLUCIJA, MIR - Perica Jokić, Etna, prvi elektronski časopis, str.14, nov-dec.2015.
- BAR TOLIKO JE NEMARNA – Perica Jokić, Ljudnica, Veljko Rajković Архивирано на веб-сајту  (8. децембар 2015)
- NADEŽDA, REVOLUCIJA, MIR - Perica Jokić, Jež, januar 2015, str.24[мртва веза]
- BOGINJE SU TUĐE ŽENE - Perica Jokić, Jež, decembar 2012, str.14[мртва веза]
- NADEŽDA, REVOLUCIJA, MIR – Perica Jokić, Književne vertikale br. 3, str.46
- DVA SLIKARA - Perica Jokić, Etna, decembar 2016)
- TRI UČITELJICE - Perica Jokić, Književni pregled br.12, januar-mart 2017, Alma, Beograd, strana 72